# 蜘蛛侠3 (游戏)
《蜘蛛侠3》（英語：Spider-Man 3）是一部基于电影《蜘蛛侠3》的动作游戏，在PlayStation Portable、Xbox 360、PlayStation 3、PlayStation 2、Wii、Nintendo DS、Microsoft Windows和Game Boy Advance上发行。Xbox 360与PS3版由Treyarch游戏厂商开发，PC版本由Beenox负责开发，而其它平台版本则全部由Vicarious Visions制作，游戏发行于2007年5月4日。
在这部游戏中，游戏的剧情扩大延伸，来自于《蜘蛛侠》漫画和惊奇动画世界中额外的角色和元素。根据平台，有来自漫画中不同的反派角色，但所有版本的游戏都有包含这部电影的主要反派角色：毒液、新绿魔与沙人。